# Fojhar
Fojhar je naselje u općini Srebrenica, Republika Srpska, BiH.

## Stanovništvo
Nacionalni sastav stanovništva 1991. godine, bio je sljedeći:
ukupno: 460
- Bošnjaci - 455
- ostali, neopredijeljeni i nepoznato - 5